# طهماسب أباد (سلطانية)
طهماسب أباد (بالفارسية: طهماسب‌آباد) هي قرية تقع في إيران في قسم سلطانیة الریفي. يقدر عدد سكانها بـ 137 نسمة .